# HMS Calliope (établissement terrestre)
Le HMS Calliope est un établissement terrestre de formation  de la Royal Naval Reserve, situé à Gateshead, dans le comté métropolitain de Tyne and Wear en Angleterre.

## Historique

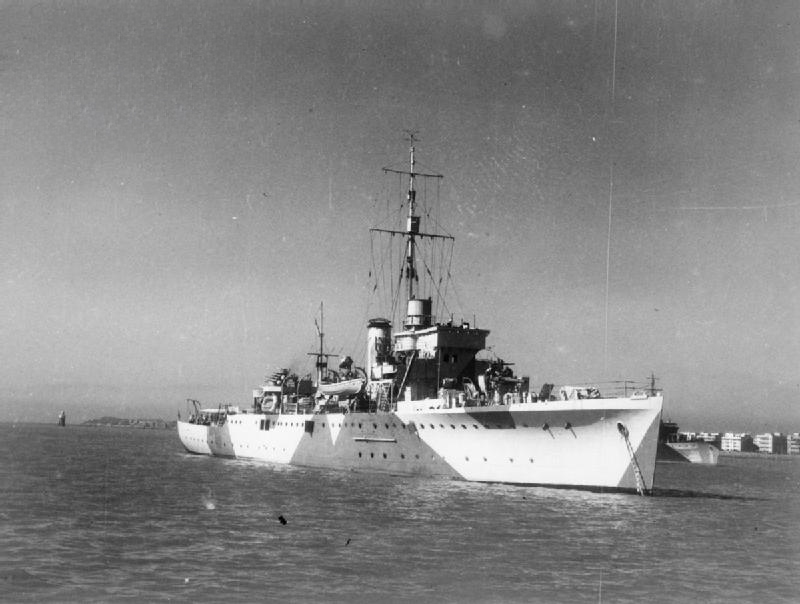
HMS Falmouth

Une division de la Royal Naval Reserve basée sur la Tyne a été créée en 1905 et a utilisé l'ancien croiseur de troisième classe de classe Calypso HMS Calliope (1884) comme navire-école. Il a servi jusqu'en 1951, date à laquelle il a été vendu pour démolition, et a été remplacé par le sloop de guerre de classe Shoreham HMS Falmouth (L34) (en). Celui-ci a été rebaptisé Calliope et a été amarré à Elswick. Il a servi jusqu'en 1968, date à laquelle il a également été vendu pour mise au rebut, après que la division RNR Tyne ait déménagé à terre dans un nouveau quartier général, qui a conservé le nom de HMS Calliope.

## Aujourd'hui

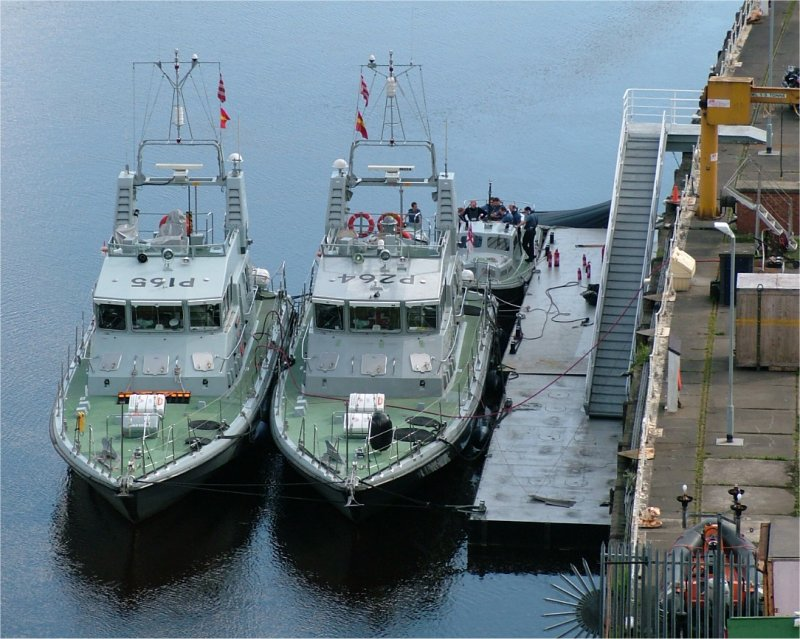
HMS Archer et HMS Example au HMS Caliope

Situé à côté du Gateshead Millennium Bridge, le HMS Calliope est le principal centre de formation pour le nord et le nord-est de l'Angleterre et sert de port d'attache à quelque 150 réservistes. Les membres participent à des activités de représentation locales et à des défilés du Jour du Souvenir à Newcastle et à Gateshead. Un certain nombre d'appels d'offres ont été attribués à l'unité au fil des ans, notamment le dragueur de mines de classe River HMS Orwell et le patrouilleur de classe Archer HMS Example (P165) .

## Unités affiliées
- Royal Marines Reserve (RMR) Scotland - RMR Tyne (Détachement)
- University Royal Naval Unit (en) Northumbrian, desservant les universités de Newcastle, Northumbria, Durham et Sunderland [1]
- Newcastle Armed Forces Career Service
- Trojan Squadron of the Defence Technical Undergraduate Scheme (en)
- CCF de l'École de Durham
- Royal Grammar School, Newcastle upon Tyne (en)